# Саралжин (Біріцький сільський округ)
Саралжи́н (каз. Саралжын) — село у складі Казталовського району Західноказахстанської області Казахстану. Входить до складу Біріцького сільського округу.
У радянські часи село називалось Саралжинколь.
Населення — 50 осіб (2021; 114 у 2009, 218 у 1999, 267 у 1989).